# Orgyen Tobgyal
Orgyen Tobgyal Rinpoché (tibétain : ཨོ་རྒྱན་སྟོབས་རྒྱལ་རིན་པོ་ཆེ, Wylie : o rgyan stobs rgyal rin po che) aussi appelé Tulku Ugyen Topgyal est un lama du bouddhisme tibétain né le 3 décembre 1951 dans la région de Nangchen, située dans le Kham au Tibet oriental, mais aussi acteur de cinéma et député du Parlement tibétain en exil.

## Biographie
Orgyen Tobgyal est né en 1951 dans la région de Nangchen, située dans le Kham au Tibet oriental. Il est le fils du 3e Neten Chokling Rinpoché, et le frère aîné de Jamyang Gyaltsen, Khyentse Yeshe Rinpoché et Dzigar Kongtrul Rinpoché. Avant 1959, il a rejoint le Sikkim, quittant le Tibet avec ses parents. En 1967, le 3e Neten Chokling Rinpoché a commencé à établir un camp tibétain à Bir dans l’Himachal Pradesh, au nord est de l’Inde. Tragiquement, il est mort dans un accident de voiture en 1973, sur la route de Delhi à Bir. 
Orgyen Tobgyal Rinpoché s'est alors occupé du monastère de Pema Ewam Chögar Gyurme Ling, le monastère de son père à Bir. 
La réincarnation de son père, Neten Chokling est né le 10 août 1973 à Wangdue Phodrang au Bhoutan, et fut reconnu à la fois par le 16e Karmapa et Dilgo Khyentse Rinpoché. À l'âge de sept ans, il a été amené au monastère de Pema Ewam Chögar Gyurme Ling à Bir.
Orgyen Tobgyal Rinpoché a participé à l'instruction de la jeune réincarnation de son père, avant de lui transmettre en 2004 la pleine responsabilité du monastère. 
Orgyen Tobgyal Rinpoché a reçu les enseignements bouddhistes de Dzongsar Khyentse Chökyi Lodrö et de Dilgo Khyentse Rinpoché, avec qui il visita l'occident. Il a enseigné pour la première fois à Chanteloube en Dordogne. 
De 2004 à 2006, Orgyen Tobgyal Rinpoché s’est aussi rendu 2 fois au Tibet pour reconstruire le monastère de son père, Neten Gön. 
Orgyen Tobgyal Rinpoché a été élu député du Parlement tibétain en exil pour la région du Kham, de 1994 à 1996 et fut réélu en 2001 et 2006 participants aux 13e et 14e Assemblées du Parlement tibétain,, et l'on dit qu’il est un orateur excellent. 
Il est aussi un acteur, et a joué le rôle du Geko (maître de discipline du monastère) dans La Coupe (Phörpa) en 1999, un film de Khyentse Norbu. En 2006, il a joué dans le premier film du 4e Neten Chöling Rinpotché Milarépa : La Voie du bonheur (Milarepa), dans lequel il est également le directeur artistique.